# Pou de gel de la Teuleria de Casanovas
El Pou de gel de la Teuleria de Casanovas és una obra de les Masies de Voltregà (Osona) inclosa a l'Inventari del Patrimoni Arquitectònic de Catalunya.

## Descripció
Pou de gel situat al paratge conegut com a Teuleria de Casanovas a un costat de la riera de Talamanca i a tocar d'un habitatge al nucli de Vinyoles. És de planta circular i la part superior es tanca amb una coberta de volta semiesfèrica. La construcció és de maçoneria de pedres irregulars i sobretot codisses o redonenques de diferent mida barrejades amb peces reaprofitades de rajol i teules. A les parets exteriors hi ha dues obertures. La part frontal que es troba al nivell del sòl té una paret còncava sortint que presenta un arc rebaixat de maó disposat a plec de llibre amb una obertura també d'arc rebaixat tancada per una batent de fusta. La paret posterior en una cota més baixa a causa del desnivell del terreny presenta una obertura d'accés de forma rectangular amb llinda de maons. L'interior del pou té les parets arrebossades i al centre hi ha un pilar baix cilíndric. L'exterior es troba cobert i envoltat per vegetació i arbres causant les seves arrels, esquerdes en algunes parts de les parets.